# 詹姆斯·福德
詹姆斯·福德（英語：James Foad，1987年3月20日—），英国男子赛艇运动员。他曾代表英国参加2012年夏季奥林匹克运动会赛艇比赛，获得男子八人单桨有舵手铜牌。